# Antonino Cannavacciuolo

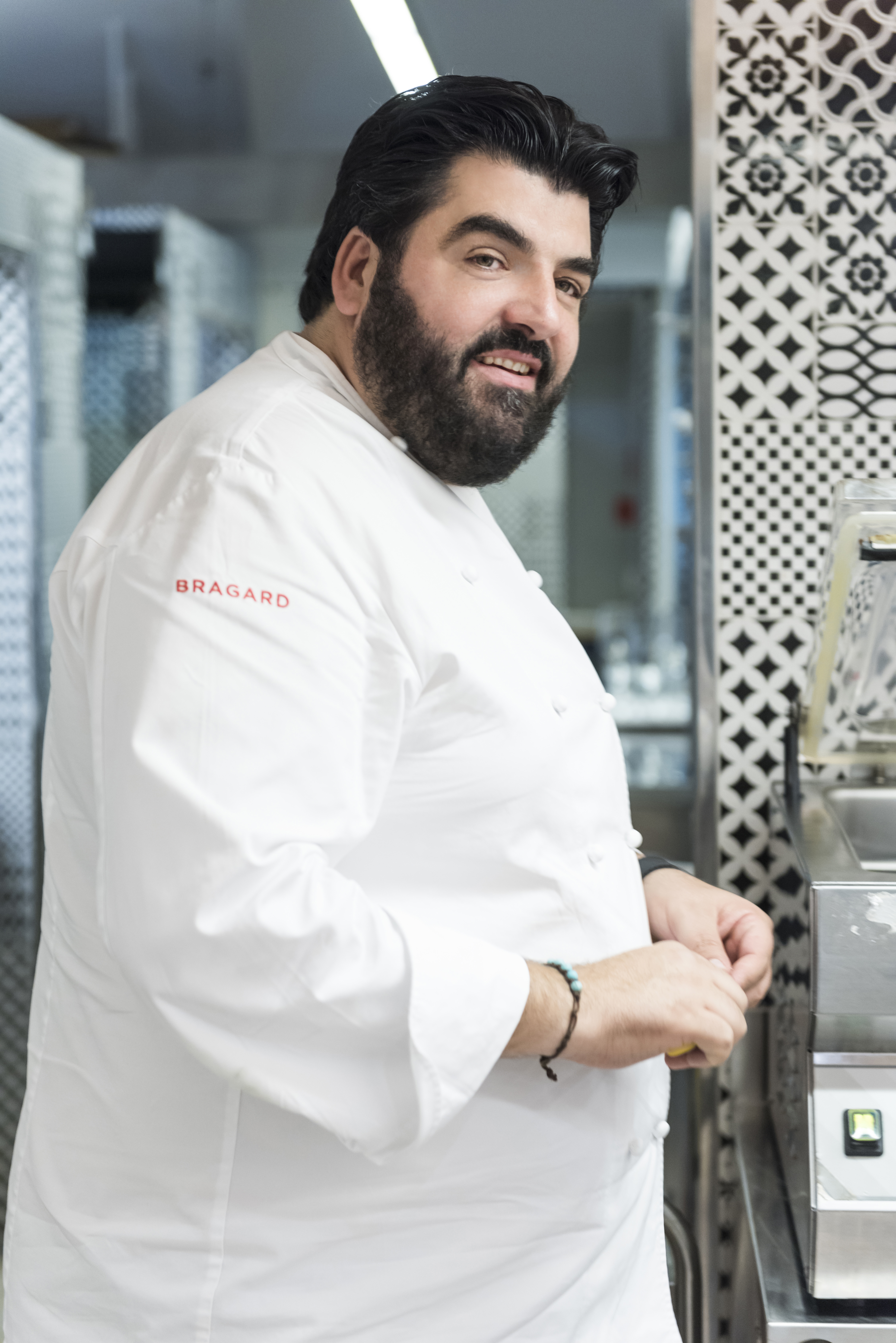
Antonino Cannavacciuolo (2017)

Antonino Cannavacciuolo (* 16. April 1975 in Vico Equense) ist ein italienischer Koch und Fernsehmoderator. Während seiner Karriere als Gastronom erhielt er Auszeichnungen verschiedener Restaurantführer, darunter auch drei Michelin-Sterne.

## Biografie
Entgegen dem Rat seines Vaters, der selbst Koch war, entschied sich Cannavacciuolo zu einer Ausbildung als Koch an der örtlichen Hotelfachschule in seinem Geburtsort Vico Equense, die er 1994 erfolgreich abschloss. Danach sammelte er Erfahrungen in diversen französischen Restaurants. Im Jahr 1999 übernahm er zusammen mit seiner Frau Cinzia Primatesta die Leitung des Ristorante Hotel Villa Crespi in Orta San Giulio am Ortasee. Im Jahr 2003 wurde er mit seinem ersten 2006 mit einem zweiten und 2022 mit einem dritten Michelin-Stern ausgezeichnet.
2015 nahm er als Juror an der italienischen Talentshow MasterChef Italia teil. Zuvor präsentierte er die ersten beiden Staffeln der Sendung Cucine da Incubo, die auf dem Fernsehsender Sky gezeigt wurden.

## Werke
- mit Stefano Fusaro: Il piatto forte è l’emozione. 50 ricette dal Sud al Nord. Einaudi, Turin 2016, ISBN 978-88-06-22925-2.